# North Region (Singapore)

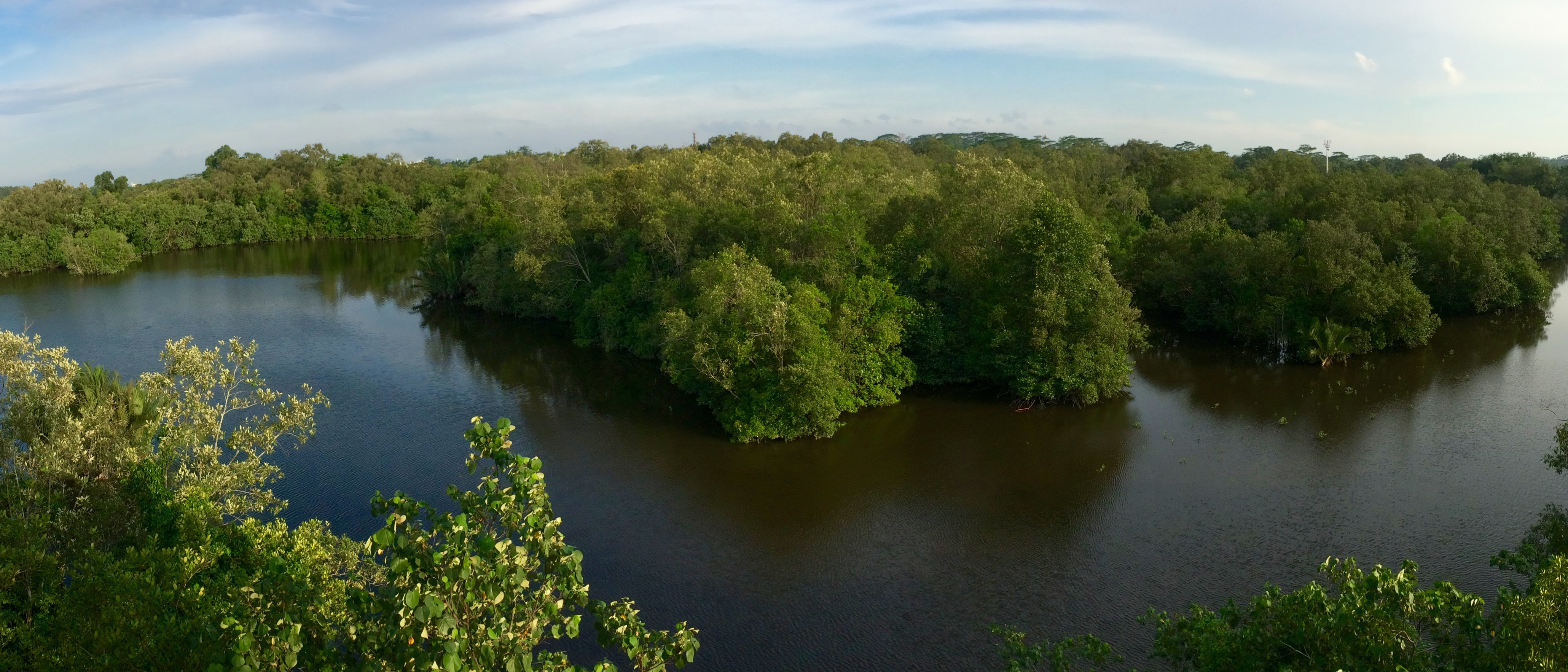
Vy från distriktet (våtmarken Sungei Buloh)

Distriktet North Region (även "North West") är ett av önationen Singapores 5 administrativa regioner.

## Geografi
Distriktet ligger på huvudöns Pulau Ujong norra del och gränsar söder- och österut mot Central Region, norrut mot Johorsundet och västerut mot West Region.
Distriktet har en yta på cirka 135 km². Befolkningen uppgår till cirka 573 900 invånare. Befolkningstätheten är cirka 4 251 invånare / km².
Inom distriktet ligger djurparken Singapore Zoo och djurparkerna Singapore Zoo och Night Safari och Jurong Bird Park.

## Förvaltning
Distriktet är underdelad i 8 stadsplaneringsområden. (Planning Areas).
| * Central Water Catchment | * Lim Chu Kang | * Mandai | * Sembawang | * Simpang | * Sungei Kadut |
| * Woodlands               | * Yishun       |          |             |           |                |

Distriktet förvaltas av 1 kommunstyrelse ("Majlis Pembangunan Masyarakat" / Community Development Council) under ledning av en borgmästare (Mayor), North West Community Development Council.
Distriktets ISO 3166-2-kod är "SG-03". Huvudorten är Woodlands distriktet i den norra delen.